# Stony Ridge (Ohio)
Stony Ridge é um lugar designado pelo censo localizado no condado de Wood no estado estadounidense de Ohio. No Censo de 2010 tinha uma população de 411 habitantes e uma densidade populacional de 93,13 pessoas por km².

## Geografia
Stony Ridge encontra-se localizado nas coordenadas 41° 30′ 27″ N, 83° 30′ 34″ O. Segundo o Departamento do Censo dos Estados Unidos, Stony Ridge tem uma superfície total de 4.41 km², da qual 4.41 km² correspondem a terra firme e (0%) 0 km² é água.

## Demografia
Segundo o censo de 2010, tinha 411 pessoas residindo em Stony Ridge. A densidade populacional era de 93,13 hab./km². Dos 411 habitantes, Stony Ridge estava composto pelo 94.4% brancos, 2.92% eram afroamericanos, 0% eram amerindios, 0.24% eram asiáticos, 0% eram insulares do Pacífico, 1.7% eram de outras raças e 0.73% pertenciam a duas ou mais raças. Do total da população 3.41% eram hispanos ou latinos de qualquer raça.